# Eberlanzia ebracteata
Eberlanzia ebracteata är en isörtsväxtart som först beskrevs av L. Bol., och fick sitt nu gällande namn av H. E. K. Hartmann. Eberlanzia ebracteata ingår i släktet Eberlanzia och familjen isörtsväxter. Inga underarter finns listade i Catalogue of Life.